# Sybil Joyce Hylton
Sybil Joyce Hylton MBE (25 tháng 8 năm 1913 - 1 tháng 10 năm 2006)  là một tình nguyện viên cộng đồng và là người ủng hộ xã hội đến từ Cayman đã tham gia vào hệ thống tư pháp vị thành niên vào những năm 1950. Bà còn được gọi là "Mẹ quản chế". Bà vận động chính phủ thay đổi cách xử lý các vụ án vị thành niên trong hệ thống tòa án, giúp thành lập văn phòng quản chế cũng như hệ thống tòa án vị thành niên, và trở thành nhân viên quản chế và phúc lợi đầu tiên ở nước này. Bà được vinh danh là người nhận Huân chương của Đế quốc Anh năm 1978 và năm 2011 được chỉ định là Anh hùng dân tộc của Quần đảo Cayman.

## Tiểu sử
Sybil Joyce Russell sinh ngày 25 tháng 8 năm 1913 tại Quần đảo Cayman bởi cha mẹ là Edward và Jane Russell. Bà kết hôn với Wilfred Augustus "Conrad" Hylton  và làm việc như một tình nguyện viên cộng đồng trong vận động thanh thiếu niên, thông qua các dự án với Câu lạc bộ Hướng đạo và Sư tử. Trong khi tham dự phiên tòa xét xử một người phạm tội vị thành niên vào những năm 1950, Hylton đã báo động rằng đứa trẻ đang bị tòa án đối xử như một người trưởng thành.
Hylton không phải là người đầu tiên làm việc với người chưa thành niên, nhưng bà là người đầu tiên đưa mối quan tâm của mình đến chính phủ. Nhấn để thay đổi hệ thống, bà là công cụ trong việc thông qua một số điều luật liên quan đến quyền của người phạm tội, và được gọi là "Mẹ của quản chế". "Luật quản chế người phạm tội 1963" quy định việc thành lập các nhân viên quản chế  cho hòn đảo, thiết lập các quy tắc giám sát người phạm tội trưởng thành và cấm các nhiệm vụ quản lý cho nhân viên quản chế chính. Ngay sau đó, Hylton được bổ nhiệm làm nhân viên quản chế đầu tiên của đảo Cayman. Nhận thấy rằng tuổi trẻ gặp khó khăn thường là sản phẩm của các gia đình gặp khó khăn, Hylton đã ép các phúc lợi xã hội được thêm vào vị trí của mình. Ngay sau đó, "Luật Người nghèo (Cứu trợ) 1963" đã được thông qua và giao cho bộ phận Dịch vụ Quản chế. Nhiệm vụ được đăng ký theo luật Cứu trợ bao gồm một quy trình đánh giá và phân bổ vốn từ các quỹ công cộng để hỗ trợ những người có hoàn cảnh tài chính giảm hoặc các vấn đề sức khỏe.
Bà tiếp tục bức xúc vì sự tách biệt của công lý vị thành niên. Năm 1964, Luật Người phạm tội vị thành niên được thông qua. Điều này dẫn đến việc thành lập một đơn vị riêng biệt - Tòa án vị thành niên - và các thủ tục pháp lý, bao gồm các dịch vụ quản chế vị thành niên, đặc biệt nhằm quản lý công lý cho trẻ em từ mười sáu tuổi trở xuống. Việc quản lý các báo cáo điều tra xã hội cho cả trẻ em và người lớn được giám sát bởi các dịch vụ quản chế, bao gồm tư vấn, giới thiệu của cơ quan, tư vấn và nộp báo cáo của tòa án. Năm 1974, Gay Jackson được bổ nhiệm làm trợ lý cho Hylton và Steven E. Smith được thuê làm nhân viên xã hội để tăng cường các dịch vụ được cung cấp. Năm 1982, Văn phòng Quản chế và Phúc lợi được tiếp thu trong Bộ Dịch vụ Xã hội; Hylton đã nghỉ hưu sau đó.
Sau khi nghỉ hưu, Hylton tiếp tục làm việc với Chương trình Cha mẹ trẻ  và làm cố vấn cho Hội đồng nuôi con nuôi. Bà cũng thích làm vườn, phục vụ như một thành viên của Câu lạc bộ Vườn Grand Cayman. Năm 1986, bà đồng sáng lập Hội hoa lan Cayman. Hylton qua đời vào ngày 1 tháng 10 năm 2006 tại George Town, Grand Cayman, Quần đảo Cayman  và được chôn cất tại Nghĩa trang Dixie của George Town.

## Danh hiệu va giải thưởng
Năm 1968, Hylton được vinh danh với Chứng nhận và Huy hiệu Danh dự Quần đảo Cayman và nhận được chỉ định MBE của Đế quốc Anh năm 1978. Năm 2011, bà được chỉ định là Anh hùng dân tộc của Quần đảo Cayman  và vào năm 2013 đã được chính phủ Cayman vinh danh là Tiên phong Dịch vụ Thanh niên.